# QBittorrent
qBittorrent er en cross-platform klient til BitTorrent-protokollen. Det er gratis og open-source software frigivet under GNU General Public License, version 2 (GPLv2).
qBittorrent er skrevet i programmeringssproget C++ ved brug af Boost, så det kan køre uden nogen form for emulering, men kommunikerer direkte med computeren. Det bruger også Qt-framework, version 4 eller 5. Det bruger libtorrent-rasterbar bibliotek til torrent-backend (netværkskommunikation) funktioner. Den valgfrie søgemaskine er skrevet i programmeringssproget Python. Systemer som ikke har Python installeret, kan ikke bruge søgefunktionen.
qBittorrent har til formål at være lille, kraftfuld og intuitiv samt visuelt attraktiv og at have bedre funktioner end andre tilsvarende programmer. qBittorrent er et forsøg på at tilbyde en µTorrent-klient, der er open-source, kører på mange platforme og tilføjer en streaming-lignende funktion, der tillader brugerne at downloade og afspille video-filer. qBittorrent tilbyder i øjeblikket funktioner, der kan sammenlignes med andre BitTorrent-klienter, som Vuze, men uden at behøve Java virtual machine. qBittorrent har brug for Python til søgemaskinen, mens andre klienter såsom Deluge og BitTornado har brug for det til deres BitTorrent-protokoller. Til sin BitTorrent og Micro Transport-protokol (µTP) bruger qBittorrent Rasterbar libtorrents bibliotek, som er skrevet i C++.

## Historie
qBittorrent blev oprindeligt udviklet i marts 2006 af Christophe Dumez fra Université de technologie de Belfort-Montbéliard (Teknologi Universitet i Belfort-Montbéliard) i Frankrig.
Den er senere udviklet af bidragydere fra hele verden, under ledelse af Sledgehammer999 fra Grækenland, som blev projektets vedligeholder i juni 2013.

## Funktioner
Nogle af de funktioner, der findes i qBittorrent omfatter:
- Båndbreddeplanlægger
- Binde al trafik til en bestemt grænseflade
- Kontrol over torrent trackers
- Cross-platform: FreeBSD, OS X, OS/2, Linux, Windows
- DHT, PeX, kryptering, LSD, UPnP -, NAT-PMP, µTP
- IP-filtrering: filtyper eMule-dat, eller PeerGuardian
- Understøtter IPv6, men kan ikke bruge IPv4 og IPv6 på én gang[5]
- Integreret RSS-feed-reader og -downloader
- Integreret torrent-søgemaskine
- Fjernbetjening via Sikker Web-Brugergrænseflade
- Sekventiel downloadet: stream torrent media filer
- Super-seeding mulighed
- Værktøj til oprettelse af Torrent
- Filtrering og prioritering af Torrent kø
- Unicode support, der er tilgængelig på 35 sprog

## Versioner
qBittorrent er cross-platform og tilgængelig på mange operativsystemer, herunder: FreeBSD, Linux, OS X, OS/2, Windows.
Pr. september 2012 viste SourceForge-statistikker, at den mest populære version af qBittorrent af alle understøttede platforme med 89 % af downloads, var for Windows-computere.
Pakker til forskellige Linux-distributioner, der er til rådighed, selv om de fleste er fastsat gennem officielle kanaler via forskellige distributioner.

## Receptionen
En gennemgang af MakeUseOf beskrev qBittorrent som "et meget stabilt og elegant værktøj" med en ren og ryddelig brugergrænseflade. Ghacks foreslog qBittorrent som et godt alternativ til utorrent for brugere, der ikke kan lide de seneste ændringer, der er foretaget i utorrent.

## Eksterne links
- Officiel hjemmeside
- qBittorrent på GitHub